# Phaenocarpa canaliculata
Phaenocarpa canaliculata är en stekelart som beskrevs av Stelfox 1941. Phaenocarpa canaliculata ingår i släktet Phaenocarpa och familjen bracksteklar. Inga underarter finns listade i Catalogue of Life.